# 神裝少女小纏
《神裝少女小纏》（日语：装神少女まとい）是由WHITE FOX製作的一部原創動畫，同時亦是此動畫製作公司的首部原創動畫作品。
2016年7月15日，動畫官方網站建立，同時宣布動畫將於同年10月播放。

## 故事簡介
皇纏是一位在釜谷市的天萬神社做著巫女工作的中學二年級生，由於在年幼時便與母親分開，而被長年寄養在祖父母的家中，在三個月前才開始與父親伸吾一起生活，因此她十分嚮往著平凡而安穩的日常。
草薙由麻是纏的好友及工作夥伴，同時是出生於天萬神社神主一族的下期巫女候補，她知道一族的祖先世代皆進行驅除惡靈的「退魔行」，於是邀請纏前去挑戰「退魔行」的儀式「神懸之儀」。
放學後，纏及由麻一如以往前往神社，卻在神社境內遇到了受傷倒地的由麻父母。不僅如此，在刑警伸吾調查的某宗詭異事件中的重要知情人，一個似乎神智不清的男人亦出現於此。為了壓制那個男人，由麻執行了「神懸之儀」，但發生異變的卻並不是由麻……。
追求平凡且普通的生活的少女，所得到的是被神明附身並驅除惡靈的能力！？為了取回平凡而安穩的生活，皇纏決定努力展開退魔活動。

## 登場人物
皇纏（聲：諏訪彩花）
生日：2002年5月27日
14歲的中學二年級生，在天萬神社做著巫女的工作。由於母親去向不明而長時間被寄養在祖父母家中，現則與父親伸吾一起生活。能熟練的做著各種家務，比同齡人更為可靠。夢想是與雙親一起和睦度日的「普通」生活。
擁有作為神之巫女（一代）的因子，而變得可以進行「纏創」，開始在退魔活動中奔走，擁有號召八百萬之神力量的高次元體（神級非常高）。
草薙由麻（聲：大空直美）
生日：2003年4月4日
13歲的中學一年級生，天萬神社的下期巫女候補。性格天真爛漫，一想到什麼就會立刻去做。
憧憬著天萬神社代代繼承的「退魔巫女」，並堅信自己將來亦能擁有這個身份。
因為感興趣而將神器帶出，最終令纏導向「纏創」。
天生具有巫女資質，小時候就曾無意間召喚兩個高次元體（神明）“狐狸”與“狸貓”各一尊，並一起玩耍。
但祖父得知後覺得年紀太小使用神力過於危險，因此為由就使用術法暫將兩神封印。
其後在與克拉露絲相遇後，眼見她及纏皆能進行纏創，便請求克拉露絲為自己測試進行纏創的可能性，此舉卻意外地將封印解除了。
但卻因兩神在意曾遭封印一事而逃離，幸好之後被由麻所感動重回身邊。
而後由麻能同時與兩尊高次元體進行纏創，並可任意切換兩神的纏創模式（能力和外觀皆會變化）。
克拉露絲·托尼托露絲（聲：戶松遙）
生日：2001年3月13日
隸屬於梵蒂岡秘密特務機關「法蒂瑪」的15歲少女，負責對執行惡魔祓除工作，是被稱為「反·教義」的少女。
擁有的高次元體為『雷加利亞』，起初的纏創方法並非正式，因此無法發揮雷加利亞的全力。
（藉由道具轉移部份『雷加利亞』的神力，所以衣服不會在解除纏創後消失。）
被派遣前往日本後，與纏和由麻相遇結為友人。
皇伸吾（聲：東地宏樹）
纏的父親，在神奈川縣警刑事部工作的刑警，警階為巡查部長。
愛車是日產Leopard F31型。
皇栞（聲：甲斐田幸）
纏的母親，舊姓草薙。
春夏·露榭拉（聲：川澄綾子）
生日：1988年7月31日
隸屬國際犯罪對策條約機構「IATO」的法國探員。
為了追尋與惡靈有關的超自然事件的真相，而與伸吾共同行動。因在搜查時遭遇了惡靈及退魔少女，而決定暫時留於當地。
愛車是菲亞特500。
卡里奧特（聲：檜山修之）
隸屬梵蒂岡秘密特務機關「法蒂瑪」的司鐸。
手塚秀夫（聲：阿部敦）
伸吾的部下，與伸吾同樣在神奈川縣警刑事部工作。
草薙拓人（聲：置鮎龍太郎）
由麻的父親，與妻子一同經營神社。
草薙智香（聲：松尾繪那）
由麻的母親，與丈夫一同經營神社，也是神社的巫女。
草薙清玄（聲：有本欽隆）
由麻的祖父，很疼愛孫女。曾在由麻小時候封印她無意召喚出的兩隻高次元體（神明）。
雨音彌生（聲：高垣彩陽）
天海神社的巫女。
初中時期在天海神社擔任見習巫女，並認識了栞及伸吾。曾在高次元與眾多巫女合力對抗奈茲（惡靈）。

## 用語
附身
侍奉天萬神社的神主一族代代相傳、使神降臨於人的身體的儀式。為了令儀式成立，神器和舞蹈是必須的。
神並非可以降臨於任何人身上，只可降臨在擁有能接受神的因子的人類上。
纏創
經由神懸產生的人神合一狀態。進入這種狀態後可發揮出驚人的力量，同時可進行退魔。除了身穿神衣外，外表亦會產生變化。
在纏創解除後，神衣和原本穿的衣物都會消失。

## 製作

### 製作人員
- 導演：迫井政行
- 劇本統籌、劇本：黑田洋介
- 角色設計、總作畫指導：戶田麻衣
- 設定考證：白土晴一
- 概念設計：、燈夢
- 道具設計：岩畑剛一、鈴木典孝
- 美術指導：高峰義人
- 美術設定：青木薰
- 色彩設計：佐藤美由紀
- 特殊效果：荒畑步美
- 3D指導、模型：相馬洋
- 攝影指導：染谷和正
- 編輯：後藤正浩
- 音響指導：山口貴之
- 音響工作室：HALF H·P STUDIO
- 音樂：加藤達也
- 音樂製作：Lantis
- 製片：Infinite
- 動畫製作：WHITE FOX

### 主題曲
片頭曲
作詞：，作曲：桑原聖，編曲：山本恭平，主唱：Mia REGINA
第1話並未使用。
片尾曲「My Only Place」
作詞：結城愛良，作曲、編曲：高橋諒，主唱：sphere
插曲
作詞：，作曲：桑原聖（Arte Refact），編曲：酒井拓也（Arte Refact），主唱：皇纏（諏訪彩花）、草薙由麻（大空直美）
使用第13話。

## 播放

### 各話列表
| 話數        | 日文標題 | 中文標題               | 劇本     | 分鏡     | 演出     | 作畫監督                                                                                           | 總作畫監督 |
| ----------- | -------- | ---------------------- | -------- | -------- | -------- | -------------------------------------------------------------------------------------------------- | ---------- |
| #01         |          | 我被神靈附體了         | 黑田洋介 | 迫井政行 | 迫井政行 | 戶田麻衣                                                                                           | 戶田麻衣   |
| #02         |          | 穿上神裝               | 黑田洋介 | 迫井政行 | 荒井省吾 | 木宮亮介 加藤明日美                                                                                | 戶田麻衣   |
| #03         |          | 神明只當不知道         | 黑田洋介 | 迫井政行 | 武市直子 | 相澤秀亮 齋藤雅和                                                                                  | 戶田麻衣   |
| #04         |          | 她的覺悟與我的理由     | 黑田洋介 | 迫井政行 | 土屋浩幸 | 中田正彥                                                                                           | 戶田麻衣   |
| #05         |          | 特別的普通             | 黑田洋介 | 島津裕行 | 平向智子 | 永吉隆志、中山美雪 奈須一裕                                                                        | 戶田麻衣   |
| #06         |          | 對不起                 | 黑田洋介 | 岡本學   | 三上喜子 | 池上太郎、國行由里江 佐佐木睦美、武本大介                                                          | 戶田麻衣   |
| #07         |          | 大海與溫泉，再來點惡靈 | 黑田洋介 | 小澤一浩 | 土屋浩幸 | 岩田景子、渡邊八惠子 寒川步、加藤明日美 齋藤雅和、戶田麻衣                                         | 戶田麻衣   |
| #08         |          | 小小的願望             | 黑田洋介 | 迫井政行 | 美甘義人 | 中村和久、永吉隆志 中山美雪                                                                        | 戶田麻衣   |
| #09         |          | 謝謝                   | 黑田洋介 | 小澤一浩 | 小澤一浩 | 池上太郎、渡邊八惠子 岩田景子、井川典江 奈須一裕、倉谷亮太 相澤秀亮、戶田麻衣                      | 戶田麻衣   |
| #10         |          | 打開的門               | 黑田洋介 | 尾崎隆晴 | 尾崎隆晴 | 中田正彥、中村和久 永吉隆志、平村直紀 寒川步                                                       | 戶田麻衣   |
| #11         |          | 我走了                 | 黑田洋介 | 川村賢一 | 川村賢一 | 池上太郎、岩田景子 井川典惠、寒川步 山本善哉、戶田麻衣                                             | 戶田麻衣   |
| #12         |          | 平凡最棒               | 黑田洋介 | 迫井政行 | 迫井政行 | 戶田麻衣、中村和久 中田正彥、池上太郎 渡邊八惠子、永吉隆志 井川典惠、平村直紀 中山美雪、加藤明日美 | 戶田麻衣   |
| #13 （OVA） |          | 奈茲公司 破壞者        | 黑田洋介 | 島津裕行 | 土屋浩幸 | 戸田麻衣、相澤秀亮 渡邉八惠子、井川典恵                                                            | 戶田麻衣   |

### Blu-ray
| 卷數        | 發行日期      | 收錄話數       | 規格編號  |
| ----------- | ------------- | -------------- | --------- |
| 1           | 2017年1月27日 | 第1話－第2話   | BCXA-1212 |
| 2           | 2017年2月24日 | 第3話－第4話   | BCXA-1213 |
| 3           | 2017年3月24日 | 第5話－第6話   | BCXA-1214 |
| 4           | 2017年4月21日 | 第7話－第8話   | BCXA-1215 |
| 5           | 2017年5月26日 | 第9話－第10話  | BCXA-1216 |
| 6           | 2017年6月23日 | 第11話－第13話 | BCXA-1217 |
| Blu-ray Box |               |                |           |
| 壹          | 2017年1月27日 | 第1話－第6話   | BCXA-1218 |
| 弍          | 2017年4月21日 | 第7話－第13話  | BCXA-1219 |

### 播放電視台
2016年10月4日至12月20日23時00分在TOKYO MX開始播放，之後亦於SUN電視台、KBS京都、BS11、AT-X等電視台播放。
| 播放日期                      | 播放時間           | 播放電視台     | 播放地區 | 備註                |
| ----------------------------- | ------------------ | -------------- | -------- | ------------------- |
| 2016年10月4日 - 12月20日      | 週二 23:00 - 23:30 | 東京都會電視台 | 東京都   |                     |
|                               | 週二 24:00 - 24:30 | KBS京都        | 京都府   | 製作委員会参加      |
|                               |                    | SUN電視台      | 兵庫縣   |                     |
| 2016年10月5日 - 12月21日      | 週三 24:30 - 25:00 | BS11           | 日本全域 | BS放送 / 『ANIME+』 |
| 2016年11月8日 - 2017年1月24日 | 週二 24:00 - 24:30 | AT-X           | 日本全域 | CS放送 / 有重播時段 |

| 刊登期間                  | 刊登時間           | 刊登網站                           |
| ------------------------- | ------------------ | ---------------------------------- |
| 2016年10月6日 - 12月22日  | 週四 12:00 更新    | 萬代頻道                           |
|                           |                    | DOCOMO / U-NEXT Anime見放題 / Hulu |
| 2016年10月9日 - 12月25日  | 週日 20:30 - 20:56 | AbemaTV 最新電視動畫ch             |
| 2016年10月11日 - 12月27日 | 週二 22:30 - 23:00 | Niconico生放送                     |

| 播放地區 | 播放電視台 | 播放日期               | 播放時間                      | 所屬聯播網 | 備註          |
| -------- | ---------- | ---------------------- | ----------------------------- | ---------- | ------------- |
| 香港     | Animax     | 2017年5月9日－5月29日  | 星期一至二 22時00分－23時00分 |            | UTC+8、有重播 |
| 臺灣     | Animax     | 2017年5月20日－5月31日 | 每天 20時30分－21時00分       | 有線電視   | UTC+8、有重播 |

### 網絡廣播
YouTube官方頻道於2016年8月配信。
網路廣播節目「諏訪彩花與大空直美的「“送信”少女小纏」廣播！！」於10月（即動畫開始播放後）播放，主持人是諏訪彩花及大空直美。

## 外部連結
- 《神裝少女小纏》官方網站 （页面存档备份，存于） （日語）
- 《神裝少女小纏》的X（前Twitter）（日語）
- 神裝少女小纏 - 巴哈姆特動畫瘋 （页面存档备份，存于）（繁體中文）